# Synanthedon vespiformis
Synanthedon vespiformis (tên tiếng Anh: Yellow-legged Clearwing) là một loài bướm đêm thuộc họ Sesiidae. Nó được tìm thấy ở miền Cổ bắc.
Sải cánh dài 18–20 mm. Con trưởng thành bay từ tháng 4 đến tháng 9 tùy theo địa điểm.
Ấu trùng ăn các loài sồi, but also from the genera Populus, Aesculus và Salix.

## Hình ảnh

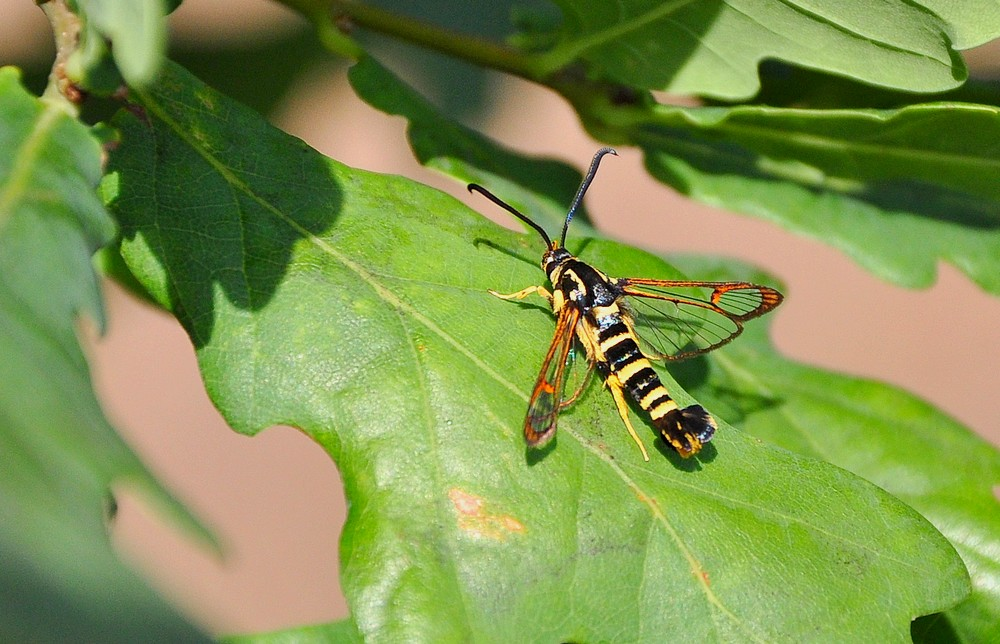
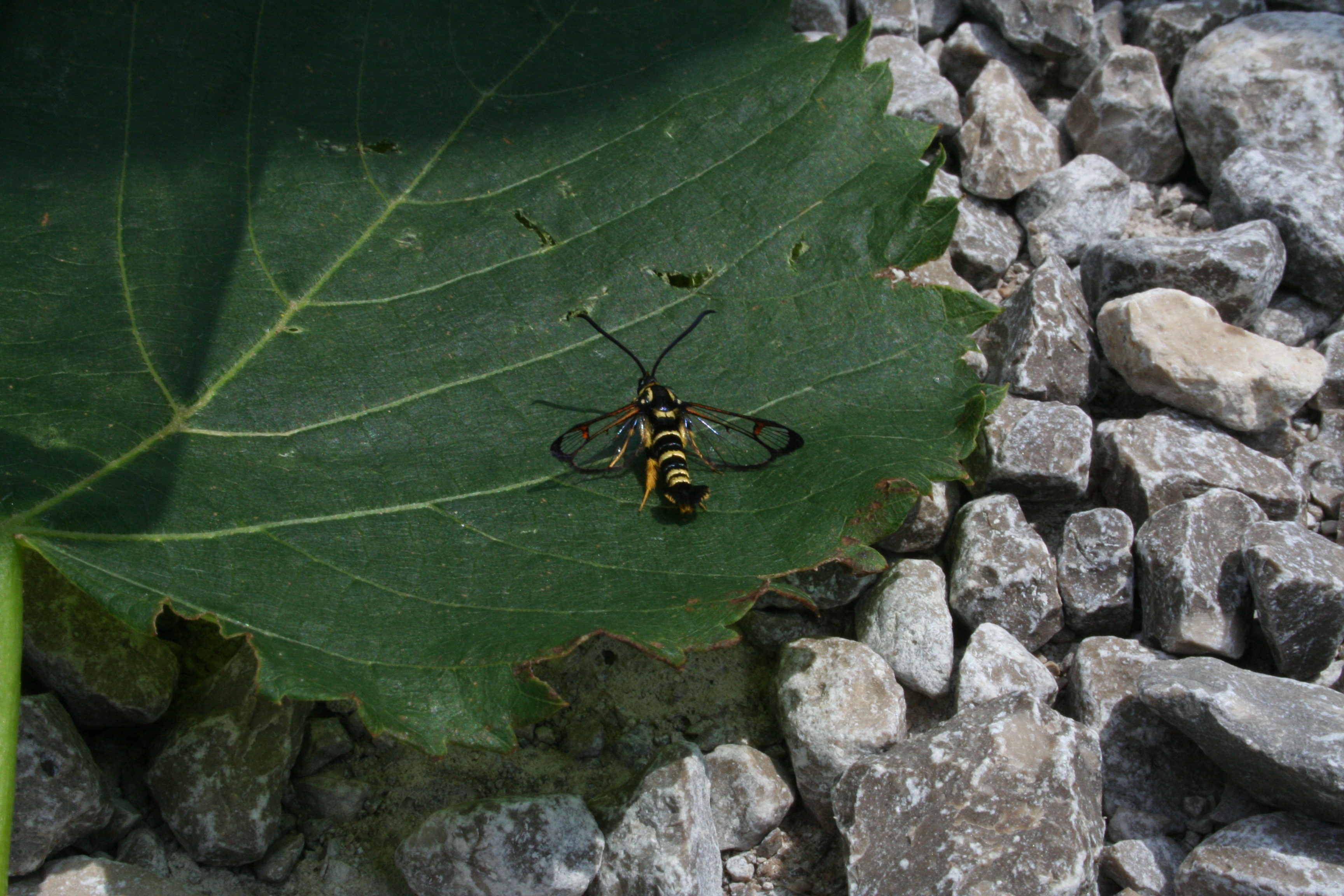
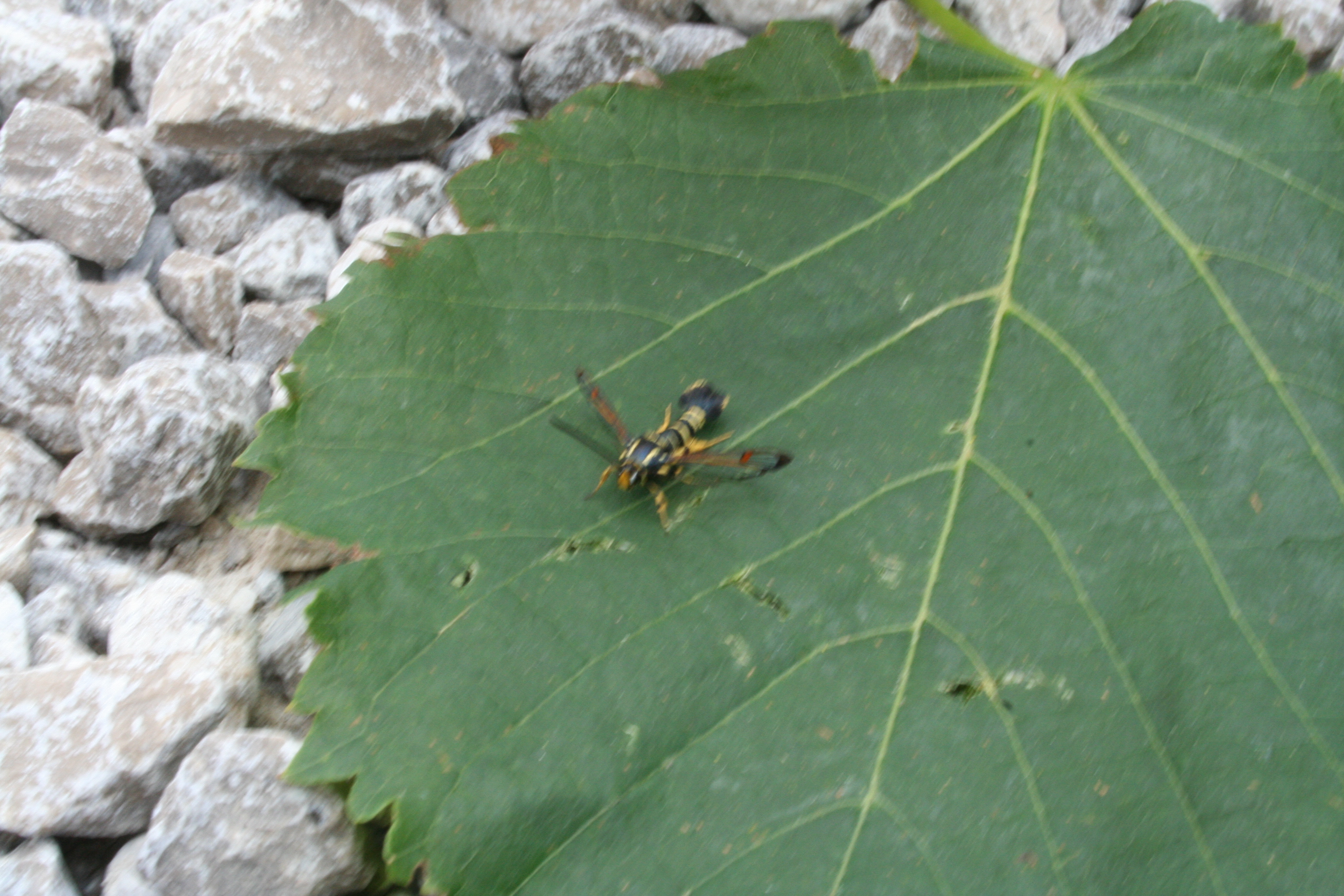
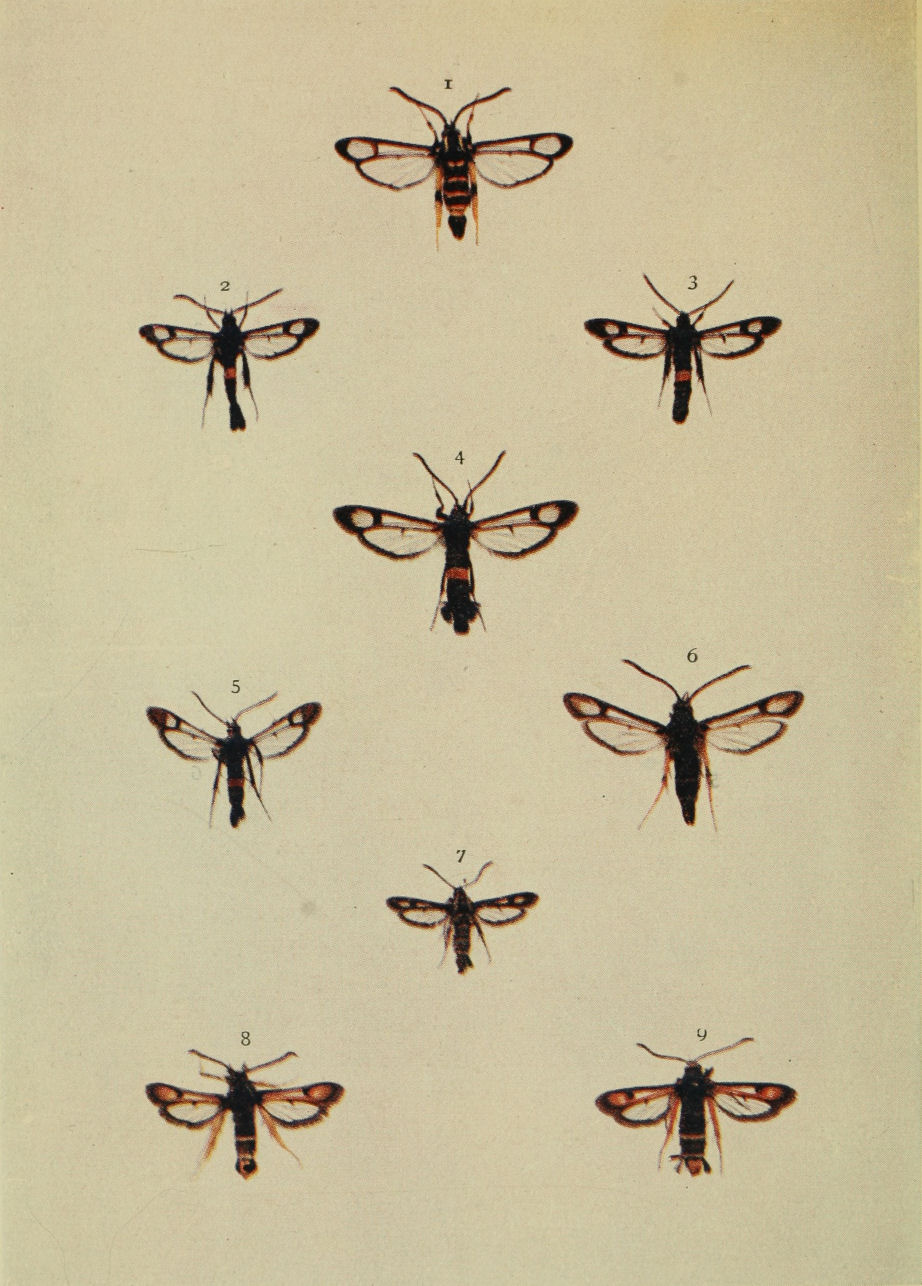